# Moralizatorstwo
Moralizatorstwo − odmiana moralistyki, uważana za skrajną, cechująca się tym, że zazwyczaj wywołuje skutki przeciwne od zamierzonych. W savoir-vivre tym pejoratywnym słowem określa się potocznie także natrętne, dokuczliwe upominanie kogoś lub czyjąś skłonność do prawienia morałów. Pojęcie to występuje również w nauce o literaturze, jako cecha dydaktycznych utworów literackich np. w okresie średniowiecza, oświecenia lub baroku lub pewnych gatunków, np. bajek.